# Кузьменко Оксана Костянтинівна
Оксана Костянтинівна Кузьменко (рос. Оксана Константиновна Кузьменко, 4 серпня 1974, Київ, СРСР) — радянська і російська артистка балету. Народна артистка Росії (2008).
Закінчила Академію російського балету імені А. Я. Ваганової (1993).